# Herbert Schier (Politiker)
Herbert Schier (* 13. Januar 1897 in Reichenberg; † 8. August 1960 in Regensburg) war ein deutscher Politiker des GB/BHE und von 1950 bis zu seinem Tod Mitglied des Bayerischen Landtags.

## Berufsausbildung und Berufstätigkeit
Schier wuchs im mehrheitlich deutschsprachigen Teil Nordböhmens auf. Er besuchte die höhere Schule und die Handelsakademie, eine Wirtschaftsoberschule, in Aussig. Nach dem Ersten Weltkrieg arbeitete er als selbständiger Kaufmann, wiederholte, aufgrund der Änderung der Lehrpläne in der zwischenzeitlich gegründeten Tschechoslowakei, seine Gymnasialreifeprüfung und studierte Rechts- und Staatswissenschaften. 1933 erfolgte an der Deutschen Universität in Prag seine Promotion. Daraufhin war er Konzipient im juristischen Vorbereitungsdienst und ließ sich als Rechtsanwalt in Aussig nieder.
Nach der Vertreibung der Deutschen aus der Tschechoslowakei zog Schier Mitte 1947 nach Regensburg, wo er seine Tätigkeit als Rechtsanwalt weiterverfolgte.

## Politisches Wirken
1918 beteiligte sich Schier an der Gründung der Deutschen Nationalsozialistischen Arbeiterpartei (DNSAP) in der Tschechoslowakei, für die er zeitweise dem Stadtrat von Reichenberg angehörte. Später wurde er aus der Partei ausgeschlossen. Nach der Annexion des Sudetenlandes durch NS-Deutschland trat er zum 1. November 1938 der NSDAP bei.
Nach dem Krieg beteiligte er sich an der Gründung des Blocks der Heimatvertriebenen und Entrechteten (BHE) in Bayern. 1948 zog er in den Regensburger Stadtrat ein, dort wurde er Ende 1957 Vorsitzender der Fraktion „Freie Vereinigung“. Bei der Landtagswahl 1950 erhielt Schier über den Wahlkreis Oberpfalz ein Mandat im Landtag, welches 1954 und 1958 bestätigt wurde. Nach seinem Tod rückte Georg Hilburger in den Landtag nach.
Am 28. Oktober 1953 wurde Schier von seiner Landtagsfraktion als Nachfolger von Theodor Oberländer in der Funktion des Staatssekretärs für Flüchtlinge im Kabinett Ehard III vorgeschlagen. Ministerpräsident Hans Ehard lehnte diese Personalie jedoch ab. Berichten zufolge soll Schier Kontakte zu tschechoslowakischen Stellen geführt haben, auch seine politische Haltung soll bei der Ablehnung eine Rolle gespielt haben. Am 10. November 1953 erklärte Schier seinen Verzicht auf den Posten und Walter Stain wurde zum Staatssekretär ernannt.

## Privates
Schier war verheiratet. Er erlag am 8. August 1960 einem Herzinfarkt und wurde drei Tage später auf dem Friedhof Regensburg-Keilberg beigesetzt.